# Guilhabreu
Guilhabreu é uma povoação portuguesa sede da Freguesia de Guilhabreu do Município de Vila do Conde, freguesia com 6,46 km² de área e 2190 habitantes (censo de 2021), tendo, por isso, uma densidade populacional de 339 hab./km².

## Demografia
Nota: No censo de 1864 figura no concelho da Maia. Passou a pertencer ao atual concelho (atual município) por decreto de 08/05/1871.
A população registada nos censos foi:
| Distribuição da População por Grupos Etários | Distribuição da População por Grupos Etários | Distribuição da População por Grupos Etários | Distribuição da População por Grupos Etários | Distribuição da População por Grupos Etários |
| -------------------------------------------- | -------------------------------------------- | -------------------------------------------- | -------------------------------------------- | -------------------------------------------- |
| Ano                                          | 0-14 Anos                                    | 15-24 Anos                                   | 25-64 Anos                                   | > 65 Anos                                    |
| 2001                                         | 426                                          | 384                                          | 1311                                         | 265                                          |
| 2011                                         | 343                                          | 295                                          | 1362                                         | 357                                          |
| 2021                                         | 262                                          | 212                                          | 1235                                         | 481                                          |

## História
Os documentos mais antigos com referência à freguesia ou aos seus lugares datam de finais do século X. Na altura referida como "Viliabreus", era já documentada como tendo um grande dinamismo populacional e económico-social, em comparação com as povoações vizinhas. 
Não há consenso entre os autores relativamente à derivação do nome "Viliabreus", mas a teoria que parece mais provável dita que este será o nome do homem que expulsou os romanos da terra na altura das invasões, até porque há documentação histórica que atesta que esta era uma prática bastante comum. "Viliabreus" é um nome masculino de origem germânica. 
Pertenceu ao concelho da Maia e passou para o concelho (atual município) de Vila do Conde, por Decreto de 11 de Novembro de 1870, por requisito dos habitantes. 

## Actividades económicas
- Agricultura
- Lacticínios
- Indústria e comércio

## Festas e Romarias
- Nossa Senhora de Fátima - (Maio, antiga Festa das Cerejas)
- Queima do Judas (Sábado de Aleluia)
- Santa Eufémia da Carriça (3.º domingo de Setembro)

## Património
- Igreja paroquial
- Capela de São Lázaro
- Capela de Nossa Senhora do Amparo
- Aqueduto
- Cruzeiro de Santa Eufémia
- Cruz de Ferro

## Outros Locais
- Alto de Santa Eufémia
- Alto de São Lázaro
- Alto da Francisca
- Lugares de Vargo e do Freixo
- Estádio do Guilhos

## Artesanato
- Malhas, sapatos e ferraria

## Colectividades
- Associação Desportiva Cultural e Recreativa de Guilhabreu (REIS!)
- Associação Desportiva e Cultural de Antigos e Actuais Alunos de Guilhabreu
- Auto Moto Clube de Guilhabreu
- Associação Cultural do Rancho Folclórico Sº Martinho de Guilhabreu.